# Kienberg (Svizzera)
Kienberg (toponimo tedesco) è un comune svizzero di 521 abitanti del Canton Soletta, nel distretto di Gösgen.

## Società

### Evoluzione demografica
L'evoluzione demografica è riportata nella seguente tabella:
Abitanti censiti